# الساندرو شوپف
الساندرو شوپف (انگلیسی: Alessandro Schöpf؛ زادهٔ ۷ فوریهٔ ۱۹۹۴) یک بازیکن فوتبال اهل اتریش است.
از باشگاه‌هایی که در آن بازی کرده‌است می‌توان به شالکه ۰۴، نورنبرگ و بایرن مونیخ اشاره کرد.
وی همچنین در تیم ملی فوتبال اتریش بازی کرده‌است.

## عملکرد باشگاهی

### بایرن مونیخ
شوپف در سال ۲۰۰۹ به بایرن مونیخ پیوست و سه سال را در تیم جوانان گذراند تا پیش از این در سال ۲۰۱۲ به تیم ذخیره‌ها برود. او اولین بازی خود را در روز افتتاحیه فصل ۱۳–۲۰۱۴ در یک تساوی ۱–۱ با آگسبورگ دوم انجام داد و با قهرمانی در بایرن دوم در رده دوم لیگ، ۲۸ بازی دیگر انجام داد. یازده گل او در این فصل، او را به عنوان بهترین گلزن تیم، در پشت ماریوس دونکه با چهارده گل قرارداد.
فصل بعد، شوپف ۳۴ بازی انجام داد، بار دیگر ۱۱ گل به ثمر رساند و بایرن دومین عنوان قهرمانی منطقه ای لیگ بایرن را بدست آورد، اما پس از از دست دادن گل‌های خارج از خانه در بازی برگشت در برابر فورتونا کلن، از ادامه بازی‌ها خارج شد. در نوامبر ۲۰۱۳، شوپف به همراه هم تیمی خود جولیان گرین قرارداد تیم اول را امضا کرد، اگرچه او در فصل ۲۰۱۳–۱۴ حضور پیدا نکرد بایرن به قهرمانی در بوندس لیگا و جام حذفی رسید.

### نورنبرگ
در ژوئیه ۲۰۱۴، شوپف برای باشگاه نورنبرگ در بوندس لیگا قراردادی امضا کرد و یکی از شش بازیکن جدید بود که اولین بازی خود را برای این باشگاه در روز آغاز فصل ۱۵–۲۰۱۴، در پیروزی ۱–۰ مقابل ارتسگبیرگ آئو به ثبت رساند.

### شالکه ۰۴
در ۷ ژانویه سال ۲۰۱۶ اعلام شد که شوپف به شالکه ۰۴ نقل مکان کرد و تا سال ۲۰۱۹ قراردادی را امضا کرد. علی‌رغم متحمل شدن یک مصدومیت در زانو، او تحت تأثیر دومنیکو تدسکو، مربی شالکه را به اندازه کافی برای به دست آوردن تمدید قرارداد تا سال ۲۰۲۱، به عنوان "تقریباً یک بازیکن کامل" مورد ستایش قرار داد. او همیشه می‌خواهد بازی کند، مهم نیست که در کدام موقعیت باشد. علاوه بر این، او از نظر فنی باهوش است، شجاع و شخصیت بزرگی است. ما از این که ما قادر به ادامه همکاری با او هستیم خوشحالیم. "

## عملکرد بین‌المللی
شوپف در سطح زیر ۱۶ سال، زیر ۱۸ سال، زیر ۱۹ و زیر ۲۱ سال نماینده اتریش بوده‌است.
در ۲۷ مارس ۲۰۱۶، شوپف اولین بازی خود را برای اتریش انجام داد و در بازی دوستانه مقابل آلبانی به عنوان جانشین بازی کرد. او برای یورو ۲۰۱۶ انتخاب شد و اولین گل خود را در بازی دوستانه قبل از مسابقات مقابل مالت در ۳۱ مه به ثمر رساند. او با گل تساوی مقابل ایسلند، تنها گل اتریش را در این مسابقات به ثمر رساند و آنها در مرحله گروهی با تنها یک امتیاز به پایان رسیدند.

## افتخارات

### بایرن مونیخ دو
- جام جوانان بایرن:۲۰۱۴